# Traktat londyński (1839)
Traktat londyński – traktat zawarty pomiędzy Królestwem Zjednoczonych Niderlandów, Belgią, Wielką Brytanią, Francją, Rosją, Austrią oraz Prusami. Traktat uznawał niepodległość oraz neutralność Belgii. Został podpisany 19 kwietnia 1839 roku w Londynie.

## Postanowienia traktatu
- Niepodległość Belgii została uznana przez Niderlandy[3]
- Belgia stała się neutralnym państwem[3]
- Prowincje Brabancja Południowa, Liège, Namur, Hainaut, Flandria Zachodnia, Flandria Wschodnia oraz Antwerpia stały się częścią Królestwa Belgii[3].
- Prowincja Limburg została podzielona pomiędzy Belgią oraz Niderlandy
- Belgia zajęła obszar Wielkiego Księstwa Luksemburga współcześnie tworzący belgijską prowincję Luksemburg[3].
- Neutralność Belgii została gwarantowana przez Wielką Brytanię, Francję, Austrię, Prusy i Rosję[3]
- Mieszkańcy Belgii i Holandii mieli prawo do wyboru narodowości, do której chcieli przynależeć[3].